# HAL HF-24 Marut
Хіндустан Аеронотікс HF-24 «Марут» (санскр. मरुत्मरुत् «Дух бурі», Hindustan Aeronautics HF-24 Marut) — винищувач-бомбардувальник, перший індійський бойовий літак власного виробництва. Генеральний конструктор — Курт Танк. Літак здійснив перший політ 17 червня 1961 року; перебував на озброєнні ВПС Індії до 1985 року. Всього було збудовано 147 екземплярів.

## Бойове застосування
HF-24 застосовувався в ході індо-пакистанської війни 1971 року. На їхньому рахунку два збитих пакистанських «Сейбра». Втрат у повітряних боях HF-24 не мали.

## Тактико-технічні характеристики

### Технічні характеристики
- Екіпаж: 1 чоловік
- Довжина: 15,87 м
- Розмах крила: 9,00 м
- Висота: 3,60 м
- Площа крила: 28 м²
- Маса пустого: 6195 кг
- Маса максимальна злітна: 10 908 кг
- Двигун: Брістоль-Сіддлі «Орфей» Mk.703 (2 × 21,6 кН)

### Льотні характеристики
- Максимальна швидкість: 1128 км/год
- Дальність польоту: 800 км
- Практична стеля: 13 750 м

### Озброєння
- Гармати: 4 × 30-мм ADEN
- НАР: 48 × 67-мм